# Google I/O

Logo di Google I/O dal 2019

Google I/O è una conferenza organizzata annualmente da Google a Mountain View, in California, rivolta a sviluppatori web e incentrata sullo sviluppo di applicazioni web e mobile attraverso Google e relative tecnologie come Android, Chrome, Chrome OS, Google Web Toolkit, Google App Engine e altre. 
La "I" e la "O" stanno per Input/output e per "Innovation in the Open".
Tenutasi per la prima volta nel maggio 2008, Google I/O è simile ad altre conferenze, sempre tenute da Google, come il Google Developer Day.

## Edizioni

### 2008

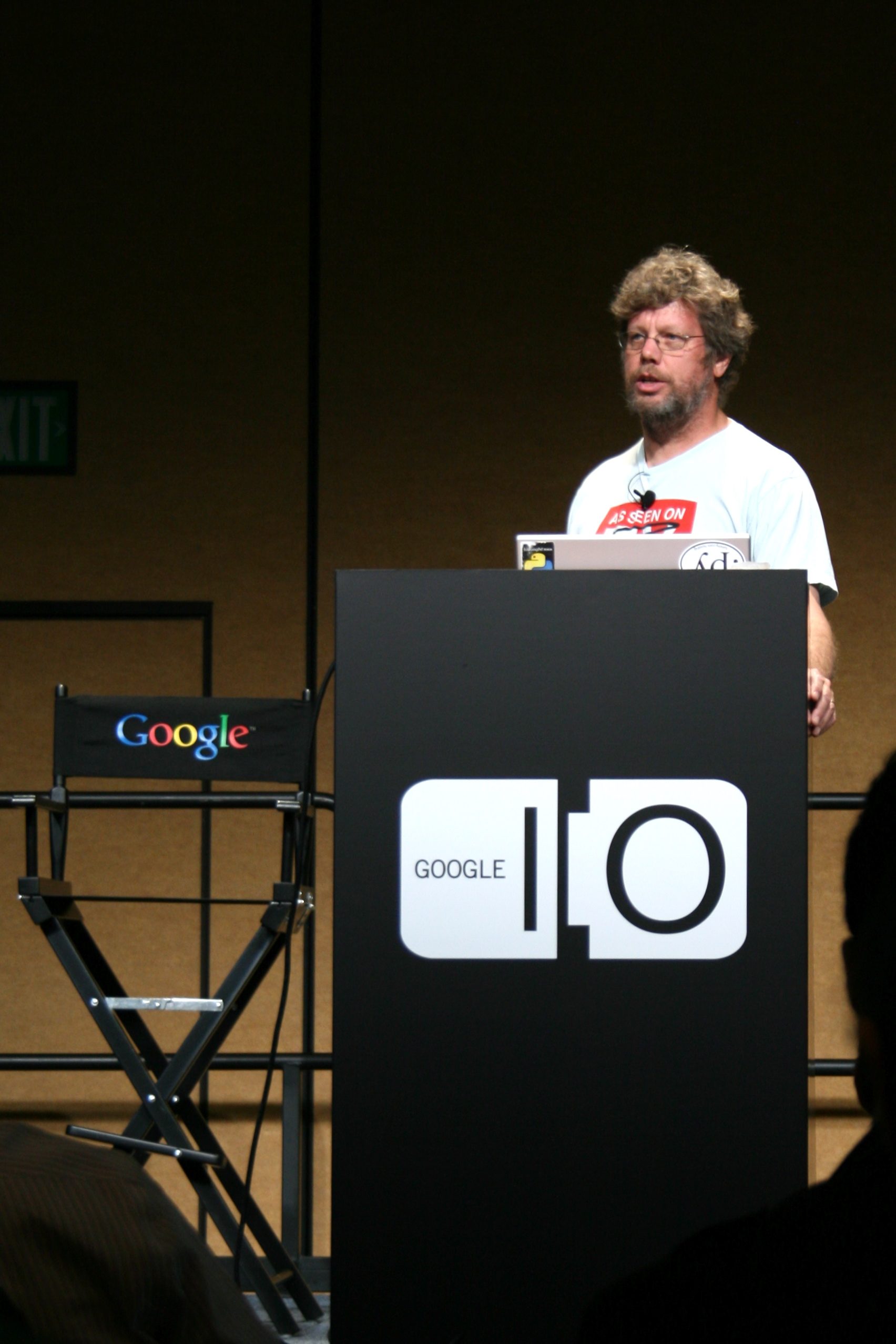
Guido van Rossum a Google I/O 2008

La prima edizione ebbe luogo il 28 e 29 maggio, presso il Moscone Center di San Francisco. Tra i relatori c'erano Marissa Mayer, David Glazer, Steve Horowitz, Alex Martelli, Steve Souders, Dion Almaer, Mark Lucovsky, Guido van Rossum, Jeff Dean, Chris DiBona, Josh Bloch, Raffaello D'Andrea e Geoff Stearns.
I temi principali discussi furono:
- Android
- App Engine
- Bionic
- Maps API
- OpenSocial
- Web Toolkit

### 2009
Tra i relatori c'erano Aaron Boodman, Adam Feldman, Adam Schuck, Alex Moffat, Alon Levi, Andrew Bowers, Andrew Hatton, Anil Sabharwal, Arne Roomann-Kurrik, Ben Collins-Sussman, Jacob Lee, Jeff Fisher, Jeff Ragusa, Jeff Sharkey, Jeffrey Sambells, Jerome Mouton e Jesse Kocher.
Ai partecipanti venne regalato un HTC Magic e i temi principali discussi furono:
- AJAX APIs
- Android
- App Engine
- Chrome
- OpenSocial
- Wave
- Web Toolkit

### 2010
Tra i relatori c'erano Aaron Koblin, Aaron Koblin, Adam Graff, Adam Nash, Adam Powell, Adam Schuck, Alan Green, Albert Cheng, Albert Wenger, Alex Russell, Alfred Fuller, Amit Agarwal, Amit Kulkarni, Amit Manjhi, Amit Weinstein, Andres Sandholm, Angus Logan, Arne Roomann-Kurrik, Bart Locanthi, Ben Appleton, Ben Chang e Ben Collins-Sussman. 
Durante l'evento ai partecipanti venne regalato un HTC Evo 4G. In precedenza, gli iscritti provenienti dagli Stati Uniti avevano ricevuto un  Motorola Droid mentre gli iscritti al di fuori degli Stati Uniti, un Nexus One. 
I temi principali discussi furono:
- APIs
- Android
- App Engine
- Chrome
- Enterprise
- Geo
- OpenSocial
- Social Web
- TV
- Wave

### 2011
Ai partecipanti vennero regalati un Samsung Galaxy Tab 10.1, un Chromebook Series 5 e un Verizon MiFi. All'after-party erano presenti i Jane's Addiction.
I temi principali discussi furono:
- Android
  - Google Play Music
  - Google Play Movies
  - Honeycomb
  - Ice Cream Sandwich

- Chrome and Chrome OS
  - Chromebook Acer e Samsung
  - Angry Birds per Chrome
  - Acquisti in-app per il Chrome Web Store

### 2012
La durata della conferenza venne estesa a 3 giorni. Ai partecipanti vennero regalati un Galaxy Nexus, un Nexus 7, un Nexus Q e un Chromebox.

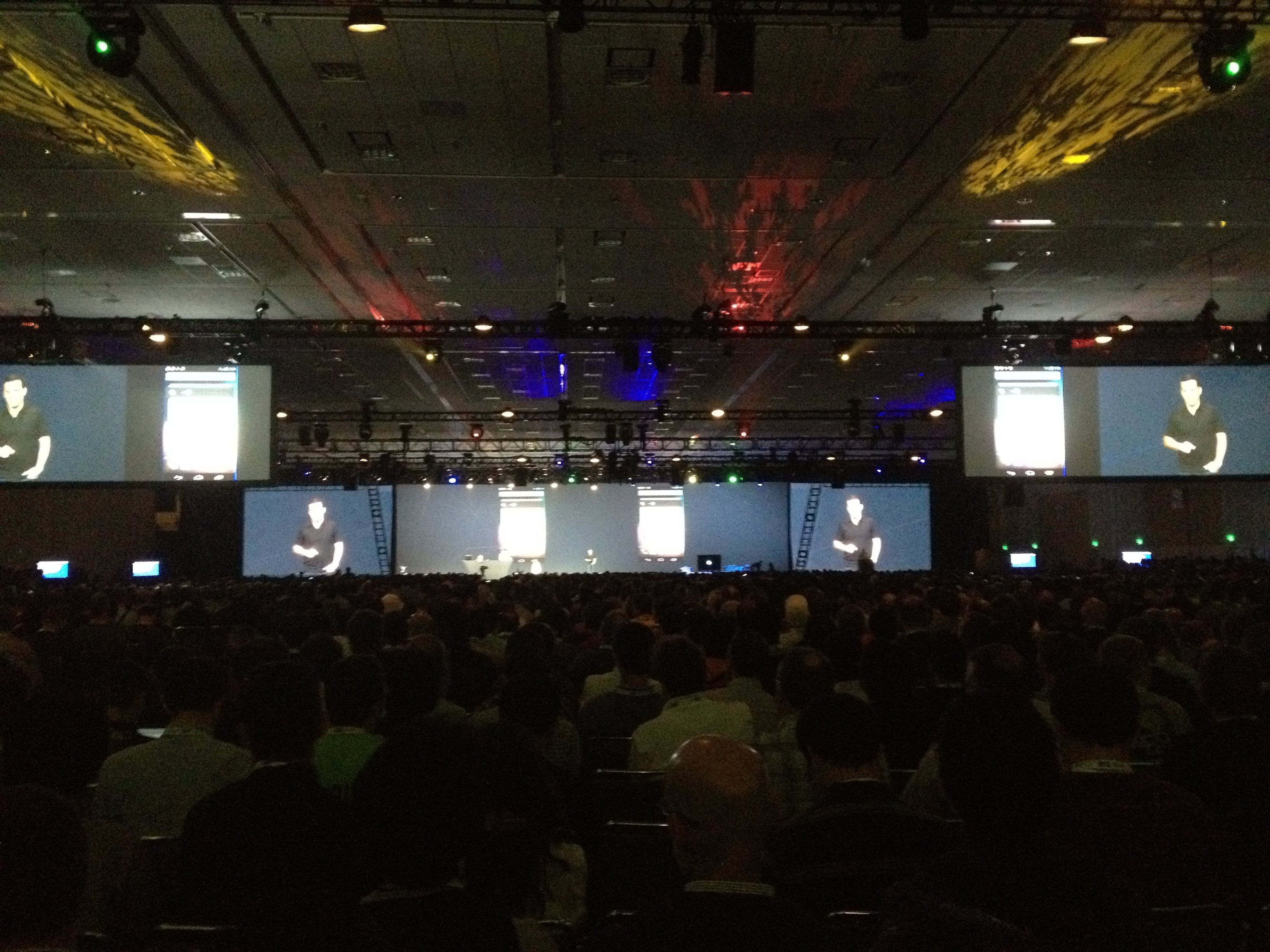
Google I/O 2012, presentazione di Nexus 7, Nexus Q e Android 4.1 Jelly Bean.

Nella festa finale si esibirono Paul Oakenfold e la band Train.
I temi principali discussi furono:
- Android
  - Immagini 3D per Earth
  - Annuncio 400 milioni di utenti
  - Analytics
  - Google Now
  - Jelly Bean
  - Acquisti in-app per Wallet
  - Project Butter

- Chrome
  - Annuncio 310 milioni di utenti
  - Stabilità di Chrome per Android
  - iOS app

- Compute Engine
- Docs
  - Editing offline

- Drive
  - App per iOS
  - SDK (v.2)

- Glass
- Gmail
  - Annuncio 425 milioni di utenti

- Google+
  - App Hangouts
  - Piattaforma Mobile con SDKs e APIs

- Maps
  - Offline per Android
  - Implementato in API
  - Transit data in API

- Nexus
  - 7
  - Q

- YouTube
  - Update a 720p HD API
  - Heat map e simboli in API
  - Update Android app

### 2013
I biglietti per partecipare alla conferenza del 2013, venduti a 900 dollari (300 per studenti e accademici) andarono esauriti in 49 minuti dalla messa in vendita.
Durante l'evento c'era una flotta di droni che mandavano in streaming la vista dall'altro della conferenza. Nella festa finale era presente Billy Idol.
I temi principali discussi furono:
- Android
  - Annuncio 900 milioni di utenti
  - Update di Search
  - Android Studio
- App Engine
  - Supporto PHP
- Google+
  - Restyling con implementazione per foto e condivisione dei contenuti

- Hangouts
  - Update piattaforma IM

- Maps
  - Restyling della versione web e Android

- Play
  - Games
  - Music
  - Play per la formazione
  - Samsung Galaxy S4
  - Update di Google Play Services

- TV
  - Update a Jelly Bean

### 2014
Ai partecipanti vennero regalati un LG G Watch o un Samsung Gear Live, un dispositivo Google Cardboard, e uno smartwatch Moto 360 venne spedito dopo la fine dell'evento.
I temi principali discussi furono:
- Android
  - Auto
  - Lollipop
  - Material Design
  - One
  - Slides
  - TV
  - Wear
- Chromebook
  - Implementi
- Google Fit
- Gmail
  - API

### 2015

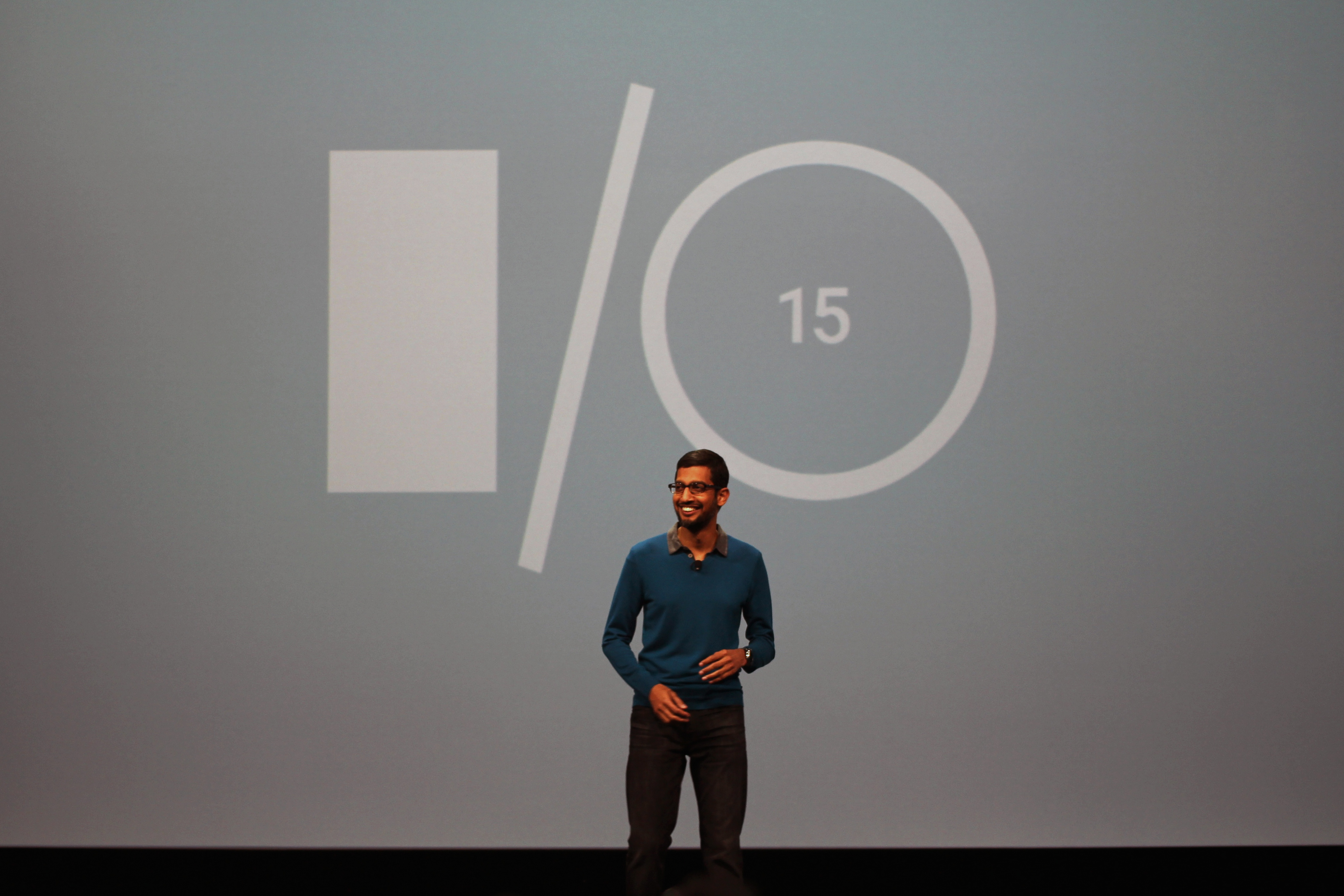
Sundar Pichai a Google I/O 2015

Ai partecipanti vennero regalati un tablet Nexus 9 e una versione implementata di Google Cardboard.
I temi principali discussi furono:
- Android
  - Marshmallow
  - Pay
  - Wear
- Chrome
  - tab custom
- Gmail
  - Inbox resa disponibile per tutti gli utenti
- Maps
  - Offline mode
- Nanodegree, un corso Android su Udacity
- Google Now
  - Riduzione degli errori
  - Implemento del contesto
- Photos
- Play
  - Tab "About" per le pagine degli sviluppatori
  - A/B listing
  - Esperimenti per lo Store listing
  - Badge "Family Star"
- Project Brillo, un nuovo sistema operativo su base Android per Internet of things.
  - Project Weave, un linguaggio per i dispositivi IoT

### 2016

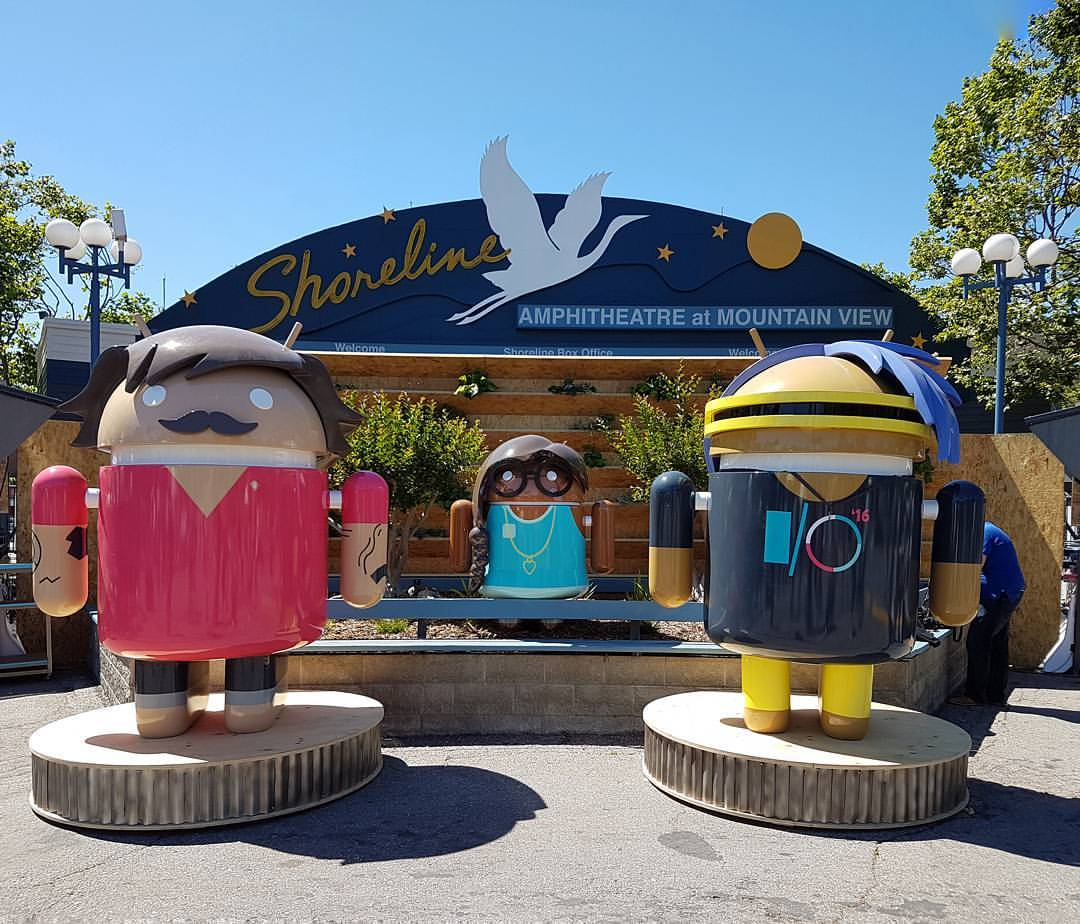
Decori all'ingresso di Google I/O 2016

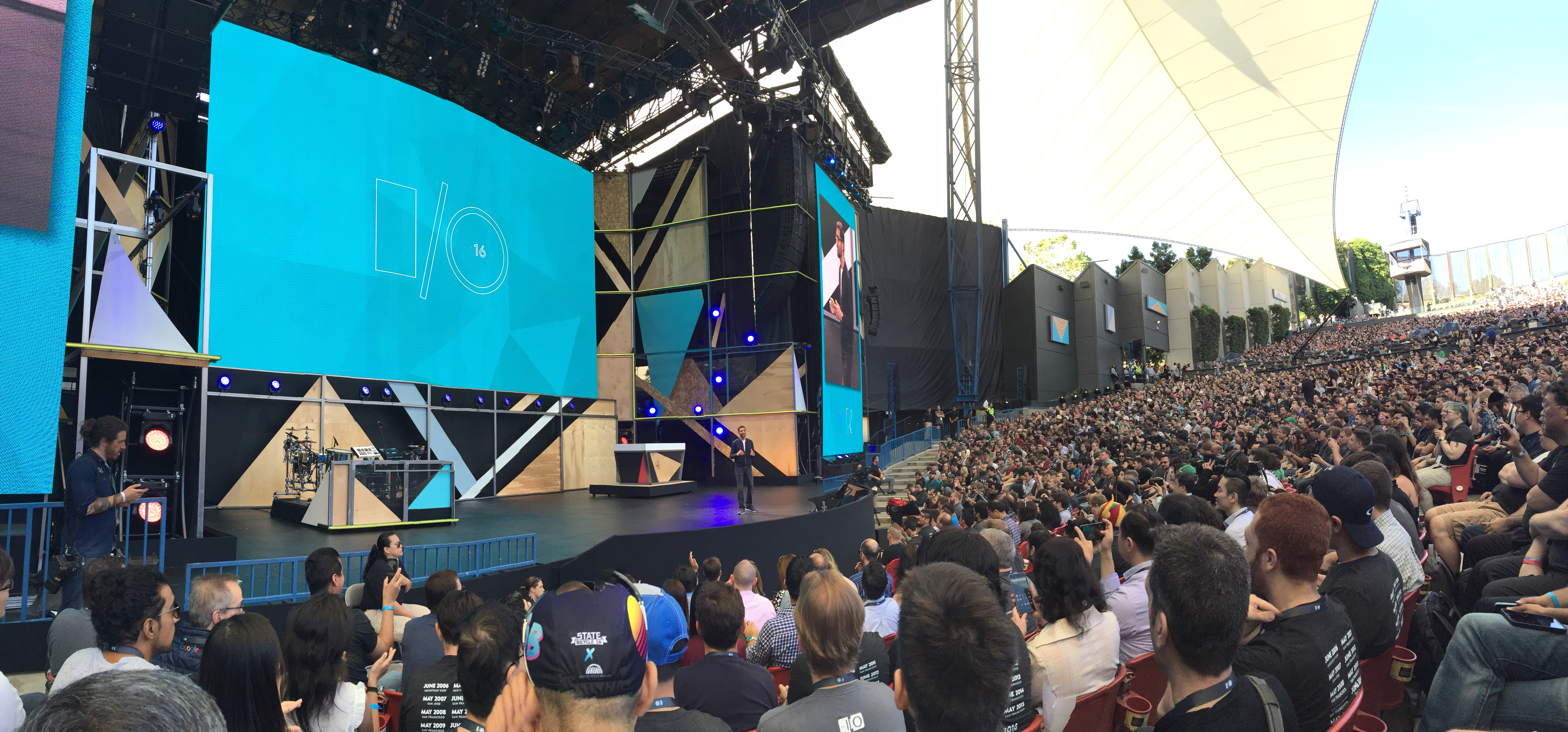
Google I/O 2016 Keynote al Shoreline Amphitheatre

Sundar Pichai decise di spostare la sede di Google I/O dal Moscone Center di San Francisco allo Shoreline Amphitheatre di Mountain View. Ai partecipanti vennero regalati degli occhiali da sole e della crema solare dato che l'anfiteatro era all'aperto e il clima particolarmente soleggiato, tuttavia molti dei partecipanti si bruciarono e di conseguenza i talk furono piuttosto brevi.
Per la prima volta, sono stati insigniti i Google Play Award alle migliori app e giochi dell'anno, divisi in dieci categorie.
I temi principali discussi furono:
- Android
  - Daydream, supporto per la realtà vituale per Android[15]
  - Instant Apps, un percorso di codice che scarica una parte di un'app, invece di accedere a un'app web, e consente di caricare app su richiesta senza installazione. Instant Apps venne dimostrato con l'applicazione B&H Photo
  - Nougat
  - Wear 2.0

- Assistant

- Duo
- Firebase, una piattaforma per applicazioni con archiviazione, reportistica e analisi
- Home
- Play, integrazione con Chrome OS

### 2017

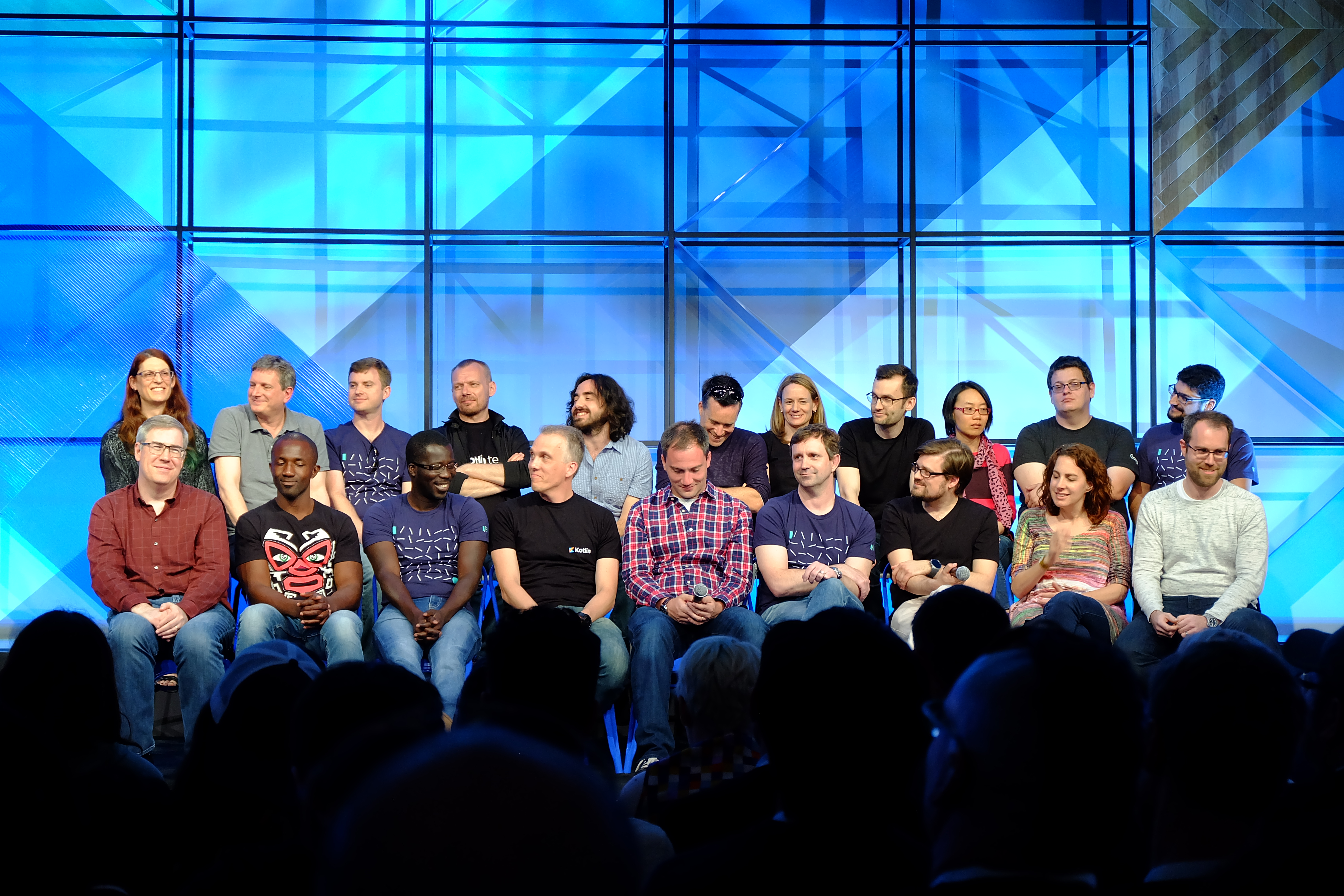
Google I/O 2017, Android Fireside Chat

Ai partecipanti vennero regalati 700 dollari di credito sulla piattaforma cloud di Google. 
All'after-party erano presenti gli LCD SOundsystem.
I temi principali discussi furono:
- Android Oreo
  - Project Treble, una funzionalità Android Oreo che permette di aggiornare più facilmente lo smartphone
- Flutter, un framework di sviluppo multi-piattaforma che consente lo sviluppo rapido di app per iOS e Android
- Google.ai
  - Google Lens[16]
  - Google Assistant disponibile anche per dispositivi iOS

### 2018
Ai partecipanti sono stati regalati un kit Android Things e un dispositivo Google Home Mini.
All'after-party si esibirono i Justice con i Phantogram in apertura.
I temi principali discussi sono stati:
- Android Pie
- Material Design 2.0
- Cambiamenti in Gmail
- Android Wear 3.0
- Google Assistant
- Realtà aumentata e realtà virtuale
- Update di Google Home

### 2019

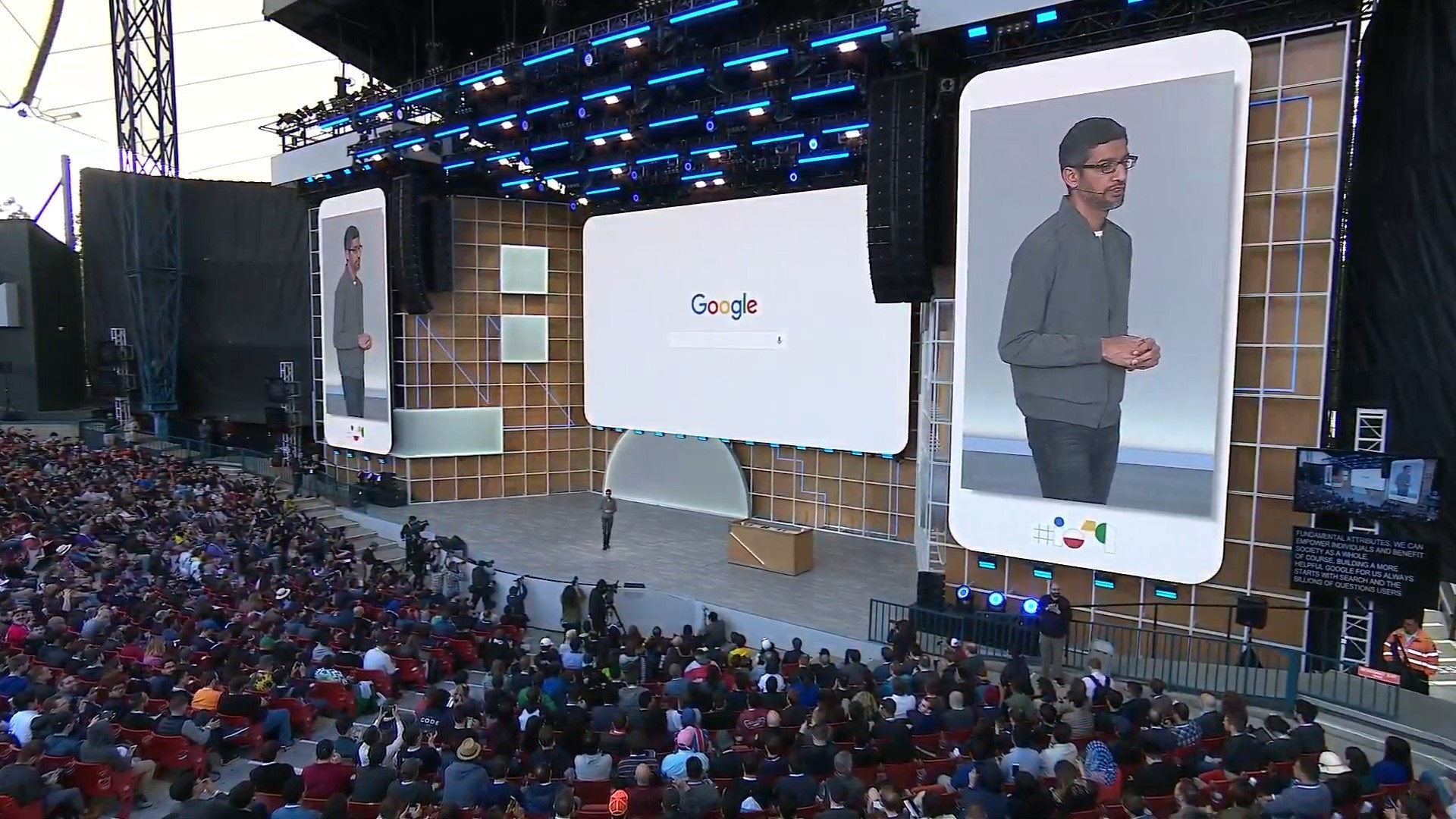
Sundar Pichai a Google I/O 2019

All'after-party si esibirono i The Flaming Lips. Nessun hardware o dispositivo è stato dato in omaggio ai partecipanti. 
I temi principali discussi sono stati:
- Android Q Beta 3
- Pixel 3a e 3a XL
- Flutter per web
- Google Lens
- Google Firebase
- Indicazioni stradali in realtà aumentata per Google Maps
- Google Assistant offline, semplificato
- Modalità guida per Android
- Sviluppo Kotlin-first
- Nuovo nome per i dispositivi Google Home: "Nest"
- Live captioning
- Project Mainline (processo di aggiornamento del sistema operativo semplificato su Android Q)
- Duplex web API

### 2020
Google I/O 2020 era originariamente programmato dal 12 al 14 maggio ma, a causa della pandemia legata alla diffusione del COVID-19, l'evento è stato prima ripensato in versioni alternative e infine cancellato.